# کامیل گلیک
کامیل یاسک گلیک (لهستانی: Kamil Jacek Glik؛ زادهٔ ۳ فوریهٔ ۱۹۸۸) بازیکن فوتبال اهل لهستان است.
از باشگاه‌هایی که در آن بازی کرده‌است می‌توان به رئال مادرید سی، پالرمو، باری، تورینو، موناکو و بنونتو اشاره کرد.
وی همچنین در تیم ملی فوتبال لهستان بازی کرده‌است.